# Landschaftsschutzgebiet Norderkolk und Umgebung
Das Landschaftsschutzgebiet Norderkolk und Umgebung ist ein Landschaftsschutzgebiet auf dem Gebiet des Landkreises Leer im Nordwesten des Bundeslandes Niedersachsen. Es trägt die Nummer LSG LER 00019. Als untere Naturschutzbehörde ist der Landkreis Leer für das Gebiet zuständig.

## Beschreibung des Gebiets
Das am 7. August 1978 ausgewiesene Landschaftsschutzgebiet umfasst eine Fläche von 0,52 Quadratkilometern. und liegt auf Flächen der Gemeinde Bunde sowie der Stadt Weener Samtgemeinde Jümme östlich von St. Georgiwold. Es besteht aus zwei räumlich voneinander getrennten Teilen. Das Landschaftsschutzgebiet ist ein Einsenkungsgebiet in der Marsch und gilt deshalb als schutzwürdig. Der namensgebende, etwa ein Hektar große, Norderkolk ist eine nach einem Deichbruch ausgespülte Fläche als östlichster Punkt des Dollartdurchbruchs von 1509. In der Senke hat sich ein eutropher Flachsee gebildet, der langsam verlandet.

## Flora und Fauna
Das Landschaftsschutzgebiet ist durch Röhrichte, Großseggenrieder sowie örtlich durch Schwingrasen und Erlenbruchwald sowie im Norden durch einen schmalen Restbestand eines Waldseggen- und Erlenbruchwaldes geprägt. Durch seine Lage in unmittelbarer Nähe zum Dollart hat das Gebiet zudem eine große Bedeutung als Brut- und Rastgebiet für Vögel.

## Schutzzweck
Wesentlicher Schutzzweck ist der Schutz vor Veränderungen, „die geeignet sind, die Natur zu schädigen, den Naturgenuss zu beeinträchtigen oder das Landschaftsbild zu verunstalten“.